# Gasherbrum III
Gasherbrum III er den fjerdehøjeste top i Gasherbrum-massivet i bjergkæden Baltoro Muztagh, som er en del af Karakoramkæden i det nordøstlige Pakistan. Bjerget ligger mellem Gasherbrum II og Gasherbrum IV.
Gasherbrum III er 7.946 moh. Da bjerget har en primærfaktor under 500 meter, regnes det ofte som en fortop til Gasherbrum II.
Gasherbrum III var længe en af verdens højeste ubestegne toppe, indtil den blev besteget af en polsk ekspedition i 1975.